# Stridsfartyg

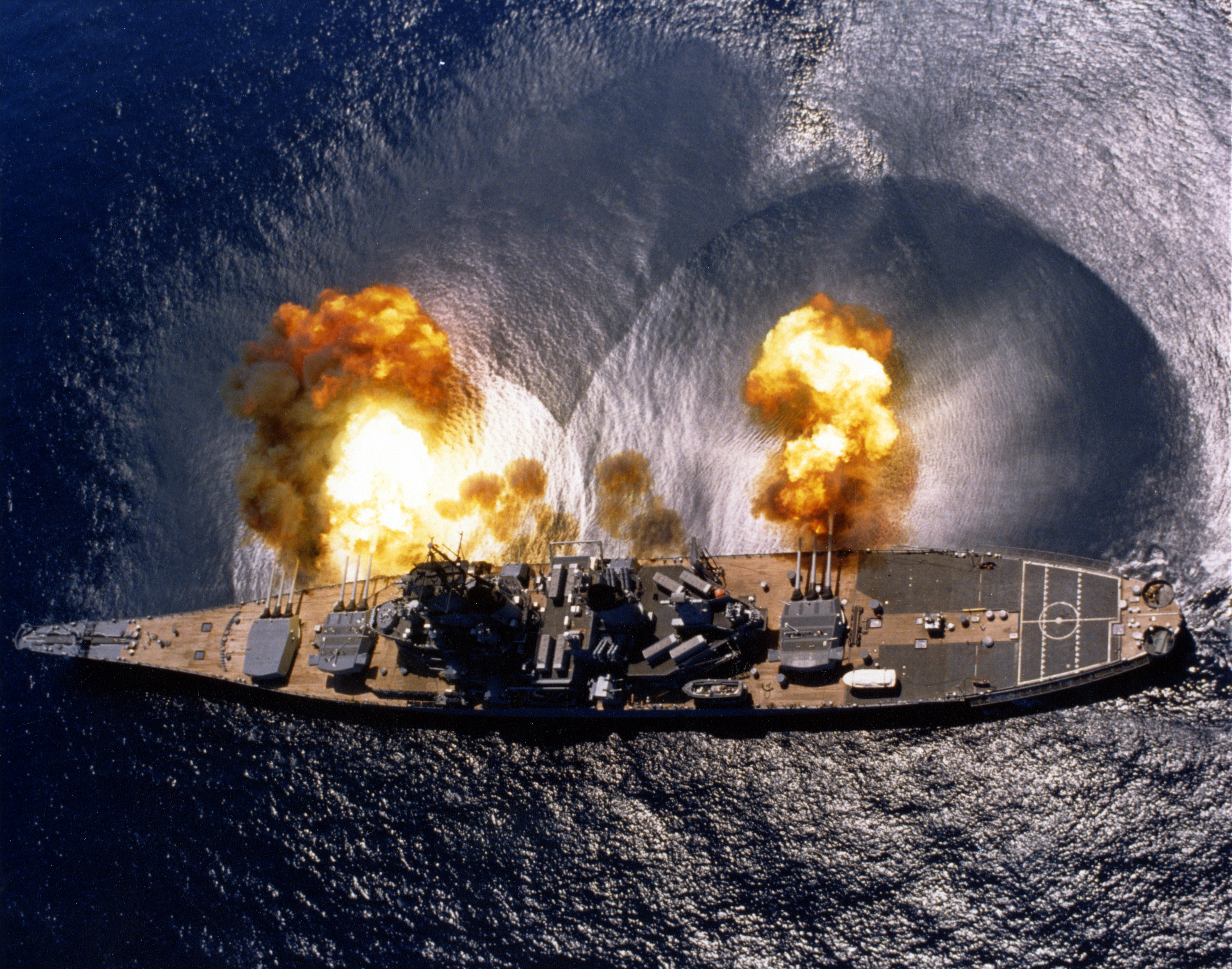
Det amerikanska slagskeppet, en äldre typ av stridfartyg.

Ett stridsfartyg  är fartyg som är avsedda för militära ändamål och som är utrustade för strid, till skillnad från fartyg som används i krig för transporter eller underhåll.

## Olika stridsfartyg
- Nuvarande:
  - Hangarfartyg
  - Kryssare
  - Jagare
  - Fregatt
  - Korvett
  - Robotbåt
  - Ubåt

- Historiska:
  - Linjefartyg
  - Bombketch
  - Pansarskepp
  - Slagskepp
  - Slagkryssare
  - Kanonbåt
  - Torpedbåt
  - Motortorpedbåt